# پنه لوپه منچاکا

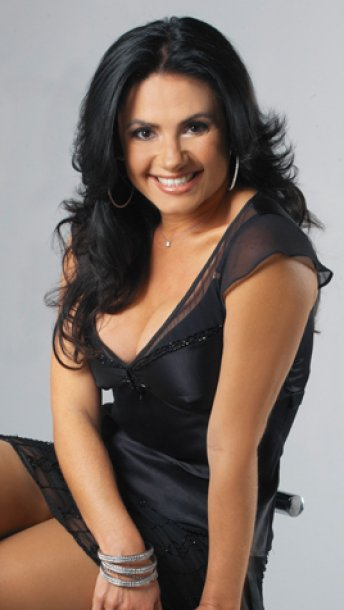

پنه لوپه منچاکا (متولد ۶ سپتامبر ۱۹۶۸) مجری تلویزیون، خواننده و بازیگر مکزیکی است.
منچاکا در مکزیکو سیتی، مکزیک به دنیا آمد. او دختر دولورس منچاکا، کارگردان باله ملی مکزیک فولکلوریکو است. منچاکا در دانشگاه لا سال در مکزیکوسیتی تحصیل کرد و در آنجا در رشته حقوق را دریافت کرد.